# Diecezja Chioggii
Diecezja Chioggii (łac. Diœcesis Clodiensis) – diecezja Kościoła rzymskokatolickiego w północno-wschodnich Włoszech, w metropolii Wenecji, w regionie kościelnym Triveneto.
Została erygowana w VII wieku. Parafie wchodzące w jej skład leżą na terenie świeckich prowincji Wenecja i Rovigo.

## Główne świątynie
- Katedra: Katedra Wniebowzięcia Najświętszej Maryi Panny w Chioggii
- Bazylika mniejsza: Bazylika św. Jakuba w Chioggii